# Курдский национальный совет
Ку́рдский национа́льный сове́т (курд. Encûmana Niştimanî ya Kurdî li Sûriyê, араб. المجلس الوطني الكردي‎, также распространены сокращения «KNC» и «ENKS») — коалиция сирийских курдских партий, выступающая за автономию курдов в Сирии.
КНС был основан в Эрбиле 26 октября 2011 года при поддержке президента Иракского Курдистана Масуда Барзани. Первоначально в него входило 11 курдских партий, к маю 2013 года их число выросло до 15.
ENKS соперничал за влияние среди сирийских курдов с партией «Демократический союз (PYD)», обвиняя её в сотрудничестве с правительством Башара Асада. Несмотря на это, 11 июля 2012 года Курдский национальный совет и Народное собрание Западного Курдистана, преимущественно состоявшее из членов партии «Демократический союз», заключили соглашение о создании Высшего курдского совета (курд. Desteya Bilind a Kurd, DBK) — временного органа управления Сирийским Курдистаном в условиях гражданской войны в Сирии. В ноябре 2013 года в связи с растущим авторитетом и влиянием партии «Демократический союз» в курдских районах Сирии КНС вышел из коалиции.